# Ervas de Provença

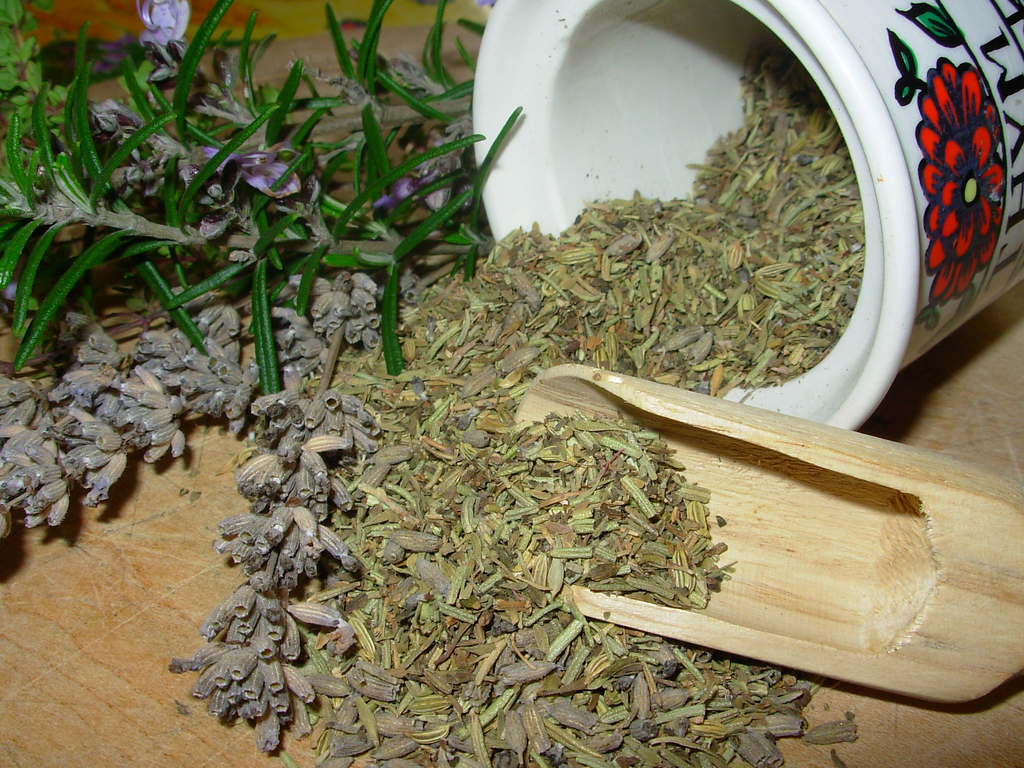
Ervas de Provença

Denominam-se Ervas de Provença (em francês Herbes de Provence, em provençal èrbas de Provença) uma mistura de plantas culinárias secas e originárias das zonas mediterrâneo e em particular da Provença, no Sul de França.

## Composição
A composição básica agrupa: tomilho, manjerona, orégano (PT-BR) / orégão (PT-PT) e segurela. Podendo ter também alecrim, o manjericão-de-folha-larga, o funcho, o cerefólio, o estragão, o loureiro, a satureja, a lavanda, etc.

## Usos culinários
Podem acompanhar assados, guisados e peixe. Em alguns países é misturado com requeijão e arroz.